# El maestro que prometió el mar
Pour plus de détails, voir Fiche technique et Distribution.
El maestro que prometió el mar est un film espagnol réalisé par Patricia Font, sorti en 2023.

## Synopsis
Antonio Benaiges, un instituteur, arrive dans un petit village de la province de Burgos et y introduit la pédagogie Freinet. Il sera assassiné par la Falange Española de las JONS pendant la guerre d'Espagne.
De nos jours, Ariadna recherche des traces de son arrière-arrière-grand-père qui a disparu pendant la gurerre.

## Fiche technique
- Titre : El maestro que prometió el mar
- Réalisation : Patricia Font
- Scénario : Albert Val d'après le roman de Francesc Escribano
- Musique : Natasha Arizu del Valle
- Photographie : David Valldepérez
- Montage : Dani Arregui
- Production : Francesc Escribano, Laura Fernández Brites, Carlos Fernández, Tono Folguera et Toni Soler
- Société de production : Filmax, Lastor Media, Mestres Films, Minoria Absoluta, Radiotelevisión Española et Televisió de Catalunya
- Pays :  Espagne
- Genre : Biopic, drame et historique
- Durée : 105 minutes
- Dates de sortie : 
  -  Espagne : 10 novembre 2023

## Distribution
- Enric Auquer : Antonio Benaiges
- Laia Costa : Ariadna
- Luisa Gavasa : Charo
- Ramón Agirre : Emilio adulte
- Gael Aparicio : Carlos
- Alba Hermoso : Josefina
- Nicolás Calvo : Emilio
- Antonio Mora : Alcalde
- Jorge Da Rocha : Camilo
- Eduardo Ferrés : Rodríguez
- Alba Guilera : Laura
- Laura Conejero : Rosa
- Xavi Francés : l'inspecteur de l'éducation
- David Climent : le chef des phalangistes
- Felipe García Vélez : Carlos adulte
- Elisa Crehuet : Josefina adulte
- Padi Padilla : Encarna
- Alicia Reyero : Ángeles
- Gema Sala : Jacinta
- Alía Torres : la fille d'Ariadna
- Carlos Troya : Bernardo Ramírez
- Laura Gaja : Elvira
- María Escoda : Juana
- Joan Scufesis : Sergio

## Distinctions
Le film a été nommé pour cinq prix Goya.